# Young Island, Antarktis
Young Island är en ö i Antarktis. Den ligger i havet utanför Östantarktis. Nya Zeeland gör anspråk på området. Arean är 231 kvadratkilometer.
Terrängen på Young Island är lite bergig. Öns högsta punkt är 1 254 meter över havet. Den sträcker sig 35,2 kilometer i nord-sydlig riktning, och 17,3 kilometer i öst-västlig riktning.
På Young Island finns udden Cape Ellsworth och kullen Seal Rocks.